# 妹よ
『妹よ』（いもうとよ）は、1994年（平成6年）10月17日から12月19日まで、フジテレビ系の「月9」枠で毎週月曜21:00 ‐21:54に放送されたテレビドラマ。主演は和久井映見。キャッチコピーは、「お兄ちゃん、わたし、王子さまに会えたの。」。なお、最終話は27分拡大（21:03 - 22:24）で放送された。全10回。平均視聴率24.6%、最高視聴率は30.7%（最終話）。

## 概要
本作品の放送と同年の1994年に『夏子の酒』で連続ドラマ初主演を務めた和久井映見が月9に初めて主演した作品である。演出の永山耕三、劇伴の日向敏文は『東京ラブストーリー』、主題歌を担当したCHAGEandASKA、作品をプロデュースした大多亮は前者（東京ラブストーリー）、『101回目のプロポーズ』と、社会現象を起こした月9ドラマのスタッフにより制作。1995年3月にVHS（全4巻）およびLD-BOXとして発売されて以降、映像ソフトとしての商品展開がなされていなかったが、2010年3月17日に『妹よ DVD-BOX』（全4枚組）として発売された。

## あらすじ
貧しい家で育ったOLの松井ゆき子はふとしたことから大企業の御曹司、高木雅史と知り合う。あまりの立場の違いにためらうゆき子だったが、兄、菊雄の応援で恋を実らせようとする。一方、反抗心から家出していた高木の妹、瞳も菊雄・ゆき子の兄妹を知り、生き方を変えていこうとする。二組の兄妹と二組のカップル、その行方を描くラブストーリー。

## 登場人物
松井 ゆき子（まついゆきこ）（23)→ (24)（4話以降）
演 - 和久井映見
出身地は能登で、実家は民宿を経営している。金沢の短大を卒業し上京。どちらかと言えば地味な印象を持つOLで、物知らずな面もあるが、純朴で心優しい性格。
雅史との出逢いで、長く険しいシンデレラの階段を歩み始めることに。
最終回で雅史と結ばれる。
高木 雅史（たかぎまさし）（30)
演 - 唐沢寿明
高木コーポレーション社長で瞳の兄。ある雨の日、ゆき子と運命的な出逢いをする。全体的にスマートでこなれた印象を持つ御曹司。
経営事情など周囲の反対等もあり、一度はゆき子と別れ、初恵と婚約するが、佐々木の機転を利かせた行動で、神崎企業との合併を有効な状態にした上で初恵と婚約を破棄。ゆき子と結ばれる。
松井 菊雄（まついきくお）(30)
演 - 岸谷五朗
ゆき子の兄でスイミングスクールのコーチ。実家を継ぐ予定だったが突然、ゆき子のアパートに転がり込んでしまう。やや頭の回転が鈍い事に加え、ダジャレを連発する等、全体的にひょうきんで軟派な印象だが、面倒見の良い熱血漢。教師を殴って高校を中退している。利用したキャバクラで瞳と知り合い、恋心を抱くが、のちに彼女の正体などを知って自ら身を引く。
高木 瞳（たかぎひとみ）(24)
演 - 鶴田真由
雅史の妹。資産家の娘だが、父親と喧嘩した末に勘当され、ケンジと同棲。キャバクラでアルバイトをする。菊雄と惹かれ合う。菊雄と婚約したが、ケンジの復活ライブに行ったことで、菊雄と別れている。
大野 ケンジ（おおのけんじ）
演 - 渡辺克巳
売れないミュージシャンで、ヒモ同然に瞳と同棲している。菊雄の登場で焦る。最終回で復活ライブを開催。
高木 浩一郎（たかぎこういちろう）
演 - 神山繁
雅史、瞳の父。高木コーポレーション会長。経営の為に雅史に政略結婚を勧める。冷徹な性格。
三浦 真司（みうらしんじ）
演 - 豊原功補
高木家の秘書。雅史に対して友人のように接し、高木家を思いやるような言動の反面、ゆき子を見下したり、雅史と婚約した初恵と関係を持つ等、性格に裏表がみられる。
中村 美津子（なかむらみつこ）
演 - 西田尚美
ゆき子の同僚。ゆき子からは「みっちゃん」と呼ばれている。ゆき子が雅史と付き合うことに嫉妬しており、度々雅史に電話をかける。ゆき子が雅史と別れた際、ゆき子に牧原を紹介する。子供を中絶した経験がある。
木原 美咲（きはらみさき）（4-8話）
演 - 森口瑤子
雅史の元恋人。雅史に復縁を迫る。雅史は本気で愛していたが、影で関係を持ち破局。外務省勤務。既婚者。
佐々木 正行（ささきまさゆき）
演 - 小林すすむ
雅史の元で働く運転手。雅史の真の理解者となり、ゆき子に対しても好意的に接する。三浦と初恵が関係を持っていることを知っており、最終回で暴露している。
神崎 初恵（かんざきはつえ）
演 - 五十嵐いづみ
神崎産業の娘。雅史と政略結婚の為にお見合いをするが、実は三浦と関係を持っていた。のちに契約締結と婚約披露を兼ねたパーティ会場で三浦との関係を暴露される。雅史のことが好きなわけではなく、高木コーポレーション社長の雅史が好き。
松井 忠志（まついただし）
演 - 河原崎長一郎
菊雄とゆき子の父。能登で民宿を営む。
松井 孝子（まついたかこ）
演 - 河内桃子
菊雄とゆき子の母。長身。心臓の持病がある。最終回で死去。
ゲスト出演
高島礼子、生瀬勝久、勝部演之、佐野瑞樹 (アナウンサー)、須永慶（岩田医師）、江川芳文

## スタッフ
- 脚本 - 水橋文美江
- 演出 - 永山耕三、林徹
- プロデュース - 大多亮、小岩井宏悦
- 制作著作 - フジテレビジョン

## 受賞歴
- 第3回ザテレビジョンドラマアカデミー賞[1]
  - 主演女優賞（和久井映見）
  - 助演男優賞（岸谷五朗）
  - 助演女優賞（鶴田真由）

## 音楽
- 主題歌 - CHAGE&ASKA「めぐり逢い」（ポニーキャニオン PCDA-00666、1994年11月16日発売）
- サウンドトラック - 日向敏文「妹よ」オリジナル・サウンドトラック （同 ALCA-5021、1994年11月9日発売）
- 挿入歌 - デヴィッド・ゲイツ「グッバイガール」、エリック・カルメン 「恋にノータッチ」、KATSUMI（渡辺克巳）「何も言わずに」
- 挿入曲 - セルゲイ・ラフマニノフ「交響曲第2番第3楽章」

雅史が再生するCDのほか、サウンドトラックとしても使用されている。また、上記「恋にノータッチ」も本曲をモチーフにして制作された楽曲である。「何も言わずに」はケンジ役のKATSUMIが劇中のライブで弾き語りによって披露された。

## 放送日程
|        | 放送日         | サブタイトル                 | 演出     | 視聴率 |
| ------ | -------------- | ---------------------------- | -------- | ------ |
| 第1話  | 1994年10月17日 | 始まりはいつも雨             | 永山耕三 | 24.8%  |
| 第2話  | 1994年10月24日 | プライド                     | 永山耕三 | 19.7%  |
| 第3話  | 1994年10月31日 | 世界で一番ステキなプレゼント | 林徹     | 22.5%  |
| 第4話  | 1994年11月07日 | もて遊ばれた憧れ             | 林徹     | 22.6%  |
| 第5話  | 1994年11月14日 | お兄ちゃん許して             | 永山耕三 | 24.6%  |
| 第6話  | 1994年11月21日 | 深く傷ついても               | 永山耕三 | 25.2%  |
| 第7話  | 1994年11月28日 | 泣くな妹、泣くな             | 林徹     | 23.5%  |
| 第8話  | 1994年12月05日 | 王子様の告白                 | 永山耕三 | 24.7%  |
| 第9話  | 1994年12月12日 | おめでとう、お兄ちゃん       | 林徹     | 24.2%  |
| 最終話 | 1994年12月19日 | めぐり逢い                   | 永山耕三 | 30.7%  |

- 平均視聴率24.6%（視聴率は関東地区・ビデオリサーチ社調べ）

## 関連商品
- 妹よ DVD-BOX　（ポニーキャニオン PCBC-61908、2010年3月17日発売）
- 妹よ スペシャルボックス　（LD6枚組、同 PILD-1115、1995年3月31日発売）
- 妹よ Vol.1 - Vol.4　（VHS、同 PCVC-30336 - 9、1995年3月1日発売）